# Paco Alcázar

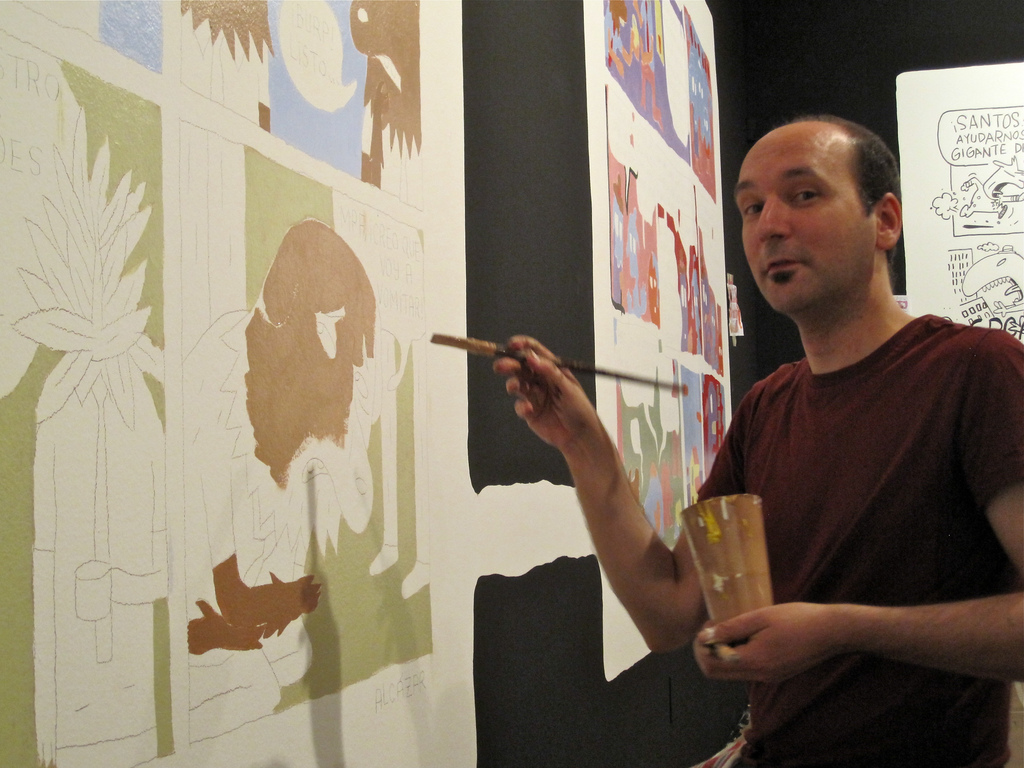
Paco Alcázar

Paco Alcázar (Cadice, 1970) è un fumettista e musicista spagnolo.

## Biografia
Alcázar comincia a pubblicare nel mondo dei fumetti negli anni novanta, con uno stile che si caratterizza per l'umore nero, l'acidità e il sarcasmo dei suoi testi. Con il tempo ha modificato il suo stile tanto nel testo quanto nella grafica: se il primo ha comunque conservato il sarcasmo come caratteristica essenziale, i suoi personaggi sono passati dall'essere strane figure antropomorfiche a esseri umani fortemente caricaturali, passando per l'estetica retrò della sua famosa opera Todo está perdido.
È autore di The Lovesucks Experience, Escarba, escarba, Moho, Porque te gusta e Todo está perdido. Ha pubblicato inoltre le serie Mecanismo blanco (un fumetto su un neurochirurgo inetto che lavora come pizzaiolo) e Silvio José, el buen parásito per la rivista ora scomparsa El Víbora e per El Jueves rispettivamente; ha collaborato inoltre con Rolling Stone, MAN, Mondosonoro, La Revista 40, Nosotros Somos los Muertos, Blab! e altre ancora.
| Controllo di autorità | VIAF (EN) 91134053 · ISNI (EN) 0000 0000 7979 7702 · LCCN (EN) no2009104888 · GND (DE) 1047901080 · BNE (ES) XX1032150 (data) |